# Luis Molina (Rugbyspieler)
Luis Enrique Molina (* 3. November 1959 in San Miguel de Tucumán) ist ein ehemaliger argentinischer Rugbyspieler. Er nahm 1987 und 1991 mit der argentinischen Rugby-Union-Nationalmannschaft an der Rugby-Union-Weltmeisterschaft teil.